# محمد مظفر الأدهمي
محمد مظفر الادهمي باحث وأكاديميّ عراقي، من أكثر الباحثين تنقيباً في التاريخ السياسي الحديث والمعاصر ومعترف به عالميا ودراساته معتبرة لدى الجامعات الغربية. ولد في مدينة هيت في محافظة الأنبار عام 1943.

## سيرته
ولد محمد مظفر هاشم عبد الوهاب الادهمي، وهذا اسمه الكامل، في مدينة هيت في لواء الرمادي عام 1943، ودرس في مدارس هيت وبغداد الابتدائية والمتوسطة والإعدادية وكان –منذ صغره –مولعا بالتاريخ لذلك ما أن حاز على شهادة الدراسة الإعدادية حتى دخل قسم التاريخ في كلية الآداب بجامعة بغداد وحصل على شهادة بكالوريوس في التاريخ عام 1965، ثم حصل على شهادة ماجستير في التاريخ الحديث من كلية الآداب في جامعة بغداد عام 1972. ونال شهادة دكتوراه في التاريخ الحديث من جامعة لندن عام 1978.
عين مدرسا في كلية الآداب، ثم تدرج في المراتب العلمية حتى حصل على لقب الأستاذية في 16 تشرين الثاني/نوفمبر عام 1989. وقد شغل مناصب علمية مهمة منها: عميد كلية العلوم السياسية في جامعة بغداد 2001-2003. ومن قبلها كان في منصب عميد كلية التربية في الجامعة المستنصرية عام 1989، وهو مؤسس ورئيس قسم التاريخ بكلية التربية في الجامعة المستنصرية للفترة 1986-1988 . كما عمل أستاذا للتعليم العالي المشارك في قسم التاريخ بكلية الآداب والعلوم الإنسانية في جامعة الحسن الثاني في الدار البيضاء بالمغرب 1982-1985 وأستاذا للتاريخ (بروفسور) في قسم التاريخ بالجامعة المستنصرية 1989-2000 وأستاذا للتاريخ المساعد في المعهد العالي للدراسات القومية في الجامعة المستنصرية ببغداد 1978-1981، وهو عضو المجلس التنفيذي لمشروع (طرق الحرير- طرق الحوار) في اليونسكو 1988-1998.
وكان أول من حصل على شهادة الماجستير في التاريخ الحديث من جامعة بغداد عن رسالته: «المجلس التأسيسي العراقي: دراسة تاريخية –سياسية».وقد نوقشت الرسالة في قسم التاريخ بكلية الاداب سنة 1972 وحصل على تقدير جيد جدا، وكان المشرف على الرسالة هو استاذه نفسه الذي أشرف على اطروحته لشهادة الدكتوراه فيما بعد، الاستاذ الدكتور فاضل حسين ومنها كتبه حول مواضيع مختلفة وهي «مشكلة الموصل» و«مشكلة شط العرب» و«سقوط النظام الملكي في العراق» و«تطور الفكر السياسي في العراق المعاصر» و«تاريخ الحزب الوطني الدمقراطي». ومن الطريف ان خبير الرسالة كان الاستاذ عبد الرزاق الحسني صاحب كتاب «تاريخ الوزارات العراقية» والذي يقع في 10 أجزاء كبيرة. ومما قاله الحسني في الأول من تموز –يوليو سنة 1974 انه تلقى كتابا من رئاسة جامعة بغداد برقم 239 وتاريخ 13 ايلول –سبتمبر 1972 جاء فيه: «نظرا للمكانة التي تحتلونها بجدارة، وللاختصاص الذي عرفتم به، فأن جامعة بغداد قد أقرت تسميتكم للتفضل بقراءة رسالة الماجستير التي اعدها الطالب محمد مظفر هاشم الادهمي كجزء من متطلبات درجة ماجستير اداب في التاريخ الحديث وموضوعها» المجلس التاسيسي العراقي –دراسة تاريخية –سياسية «، ورفع تقرير عنها يتضمن ملاحظاتكم، وانتقاداتكم، ومدى تقديركم لسويتها.ونرجو ان تراعوا فيها السوية العالمية لدراسة الماجستير تلك السوية التي تحرص جامعة بغداد على التمسك بها...».وقد وقع الكتاب الدكتور عبد اللطيف خضر الجبوري عميد الدراسات العليا والبحث العلمي بالوكالة.يقول الاستاذ الحسني وهو غير متخصص اكاديميا بالتاريخ ولكنه هاو، وله كتب ودراسات تاريخية معروفة: «ولدى شروعي في قراءة هذا البحث المهم لابداء الرأي المطلوب فيه، لاحظت ان كاتب البحث قد رجع إلى مصادر عظيمة، لم أكن قد اطلعت عليها من قبل، على الرغم من اني تبوأت وظيفة مدير عام بديوان مجلس الوزلراء في العامين 1949 و1964 تلك هي ملفات البلاط الملكي واضابير ديواني المندوب السامي ومجلس الوزراء وبعض الوزارات والدوائر الكبيرة وغيرها من المستندات الجليلة والوثائق الخطيرة التي يضمها اليوم المركز الوطني لحفظ الوثائق في بغداد.فساقني حب الاطلاع إلى مراجعة هذه المؤسسة الحكومية الجديدة والاطلاع على هذه الاسانيد التاريخية الهامة تمهيدا لاعادة طبع تاريخ الوزارات العراقية طبعة جديدة موسعة ومصححة...».

## كتبه
له أكثر من أربعين بحثا منشورا. كما أشرف وناقش (34) من رسائل الماجستير وأطروحات الدكتوراه، وأسهم في العديد من المؤتمرات العربية والدولية. كما كان أستاذا للتأريخ السياسي الحديث (البكالوريوس والدراسات العليا) في قسم التأريخ بكلية الآداب – جامعة أب في اليمن 2004-2011. نشر عشرات البحوث والدراسات والمقالات في الصحف والمجلات العراقية والعربية. ومن مؤلفاته: -	المجلس التأسيسي العراقي. دراسة تأريخية سياسية، بغداد، 1975و 1989. 	تأريخ أوروبا الحديث. عصر النهضة- الثورة الفرنسية. دار المعارف، الرباط، 1984. 	أوروبا في القرن التاسع عشر. دراسة في التاريخ والفلسفة. دار المعارف، الرباط، 1985. 	التاريخ الحديث والمعاصر للوطن العربي. كتاب منهجي للصف السادس الثانوي في العراق.1987. 	الملك فيصل الأول. دراسات في حياته السياسية وظروف مماته الغامضة. دار الشؤون الثقافية، بغداد، 1991. 	غازي الكيلاني. شاعر الحب وطنجة وبغداد. جمعه وقدم له أ.د.محمد مظفر الأدهمي. دار الكرمل، عمان، الأردن، 1987. 	رحلاتي على طريق الحرير، دار الموقف العربي، القاهرة،2001.	تاريخ إب. منشورات جامعة إب، اليمن، تعز، 2007. 	العراق: تأسيس النظام الملكي وتجربته البرلمانية تحت الانتداب البريطاني 1920- 1932، عمان، دار الذاكرة، 2009. 	تأريخ الوطن العربي الحديث: المنهج والوقائع، عمان دار آيلة، 2010.

## برامجه
1-برنامج السراب واليقين.
2-برنامج ذاكرة الاجيال.
3-برنامج شيء من التاريخ سيرة حياة الملك فيصل الأول.
4-برنامج شئ من التاريخ سيرة حياة الملك غازي.
5-شيء من التاريخ الملك فيصل الثاني.
6-شيء من التاريخ - نوري السعيد.
7- شيء من التاريخ - عبد الكريم قاسم.
8- شيء من التاريخ - عبد السلام عارف.
9-شيء من التاريخ - عبد الرحمن عارف.
10- شيء من التاريخ - أحمد حسن البكر.
11-برنامج حديث النخب.
12-برنامج حضارات العراق.
13-برنامج الشواهد.
14- أحسن القصص.
15- بغداد التاريخ.
16- انقلابات العراق.